# Toulouse-i csata (721)
A toulouse-i csatát 721. június 9-én vívták az akvitán–baszk hadak a Toulouse-t ostromló mór sereggel.

## Előzményei
A Tárik ibn-Zijád és Múszá ibn Nuszajr vezette arab-berber hadak 711–719 között meghódították a teljes Vizigót Királyságot. A sikerben döntő szerepet játszott, hogy a lakosság nagy többségét alkotó hispanorómaiak és zsidók felszabadítóként üdvözölték és aktívan segítették a hódítókat. Az utolsó gót király, II. Agila 719-ben döntő vereséget szenvedett, ezután egy-két erődítmény kivételével az utolsó vizigót tartomány, a Pireneusoktól északra fekvő Septimania is arab kézre került.
Az elfoglalt területeken az Omajjádok emirátusokat szerveztek úgy, hogy a regionális emírségeket a Córdobában székelő kormányzó alá rendelték. A septimaniai emirátus székhelye Narbonne lett. Az Ibériából és Septimaniából elűzöttek az ezidőtájt perszonálunióban egyesült Akvitániában és Baszkföldön találtak menedéket.
Al-Szamh ibn Malik al-Khawlani kormányzó erős (valószínűleg tízezer fősnél is nagyobb) sereget gyűjtött a meghódított területeken, és 721 kora tavaszán Narbonne felől, a Garonne mentén megindult I. Odo aquitániai herceg ellen. Körülzárta és ostromolni kezdte Toulouse-t, ami a frank hódítás előtt a Vizigót Királyság fővárosa volt. Az ostromgépekkel jól felszerelt seregben a még 714-ben meghódított Pamplona környékéről származó baszk parittyások is harcoltak.
Odót meglepte a nagy erejű támadás. Mivel nem tudott szembeszállni a túlerővel, segítséget kért formális hűbérurától és addigi ellenségétől, Martell Károlytól. A béke és a segítség fejében vállalta, hogy kiszolgáltatja neki a hozzá menekült II. Chilperichet, majordomusát, Ragenfridet és a neustriai kincstárat.
A tárgyalások sokáig elhúzódtak, és mire Odo frank segédcsapatokkal kiegészült serege Toulouse alá ért, az ostrom már három hónapja tartott. Látszott, hogy ha a várost nem sikerül fölmenteni, az hamarosan megadja magát.

## Lefolyása
A csatát Odo a cannaeihez hasonló bekerítő művelettel próbálta megnyerni, és terve sikerrel járt. Az akvitán sereg centruma színleg megfutott, elcsalva a falak alól az elbizakodott muszlim mezei hadakat, amelyek rendezetlen tömegben üldözőbe vették. Ekkor Odo egyetlen csapással szétszórta a hátrahagyott ostromlókat, és nagy mészárlást rendezett a menekülők között. Egyes források szerint maga a kormányzó is elesett, de valószínűbbnek tűnik az a változat, hogy egy kisebb csapattal sikerült elmenekülnie a harctérről.

## Hatása, következményei
Mindkét fél krónikásai egyetértenek abban, hogy a csata a muszlimok teljes vereségével végződött, bár a résztvevők, illetve az elesettek számát közel két nagyságrenddel túlbecsülik. Odo herceget ettől fogva nevezték Nagy Odónak. A győzelemért II. Gergely pápa „a kereszténység bajnokává” minősítette, és elismerte Akvitánia (és Baszkföld) függetlenségét.
Nem sokkal a csata után Al-Szamh ibn Malik al-Khawlani meghalt. Andalusz következő kormányzója (721–725) Anbásza ibn Szuhajm Al-Kalbi lett, és elődjénél lényegesen szigorúbbnak bizonyult (nagyobb adókat vetett ki Ibériára és Septimaniára). A muszlim sereg maradékainak többsége Narbonne-ba vonult vissza. Az életben meredt tisztek között volt az az Abd ar-Rahmán ibn Abdalláh (al-Gafiqi) is, aki 11 évvel később, immár Andalusz kormányzójaként végigdúlta Akvitániát, míg végül a  a poitiers-i csatában vereséget szenvedett Martell Károlytól és Odótól.
A megrázó vereség után az Omajjádok lemondtak további hódító terveikről, és az egykori Vizigót Királyság területének pacifikálására összpontosítottak. Erre nagy szükség volt, mert a Córdobai Kalifátus peremvidékének kisebb emírei egyre-másra megpróbáltak függetlenedni a központi hatalomtól, és ehhez nem egyszer a frankoktól, illetve az akvitánoktól kértek segítséget. A félsziget északi részén az Auseba-hegyi csata (718) után a győztes Pelayo vizigót vezér megalapította az Asztúriai Királyságot, aminek határait a covadongai csata (722) után kelet felé a baszk területekig terjesztette ki.
Bár Asztúriában kudarcot szenvedett, Anbásza ibn Szuhajm 725-ben végül elfoglalta Carcassonne-t, az utolsó egykori vizigót erősséget, és a Rhône völgyében több sikeres fosztogató hadjáratot vezetett a félfüggetlen Provence és Burgundia ellen.